# Шестич, Мария
Мария Шестич (Marija Šestić, род. 5 мая 1987 в городе Баня-Лука) — певица и пианистка из Боснии и Герцеговины. Дочь автора гимна Боснии и Герцеговины «Интермецо» композитора Душана Шестича.
В мае 2007 года участвовала в конкурсе песни «Евровидение 2007», в г. Хельсинки с песней «Rijeka bez imena» («Река без имени»). Со 106-ю баллами заняла 11 место.

## Дискография
2020 - In This World
2021 Never Wake Me Up